# جاكسون راثبون
جاكسون راثبون (بالإنجليزية: Jackson Rathbone)‏ (مونرو جاكسون راثبون الخامس) هو ممثل وموسيقي أمريكي، من مواليد 21 ديسمبر 1984 في سنغافورة، والمعروف عن دوره في جاسبر هيل في الشفق (فيلم).

## النشأة
وُلد راثبون في سنغافورة، وهو ابن للوالدين الأمريكيين راندي لين (ني براونر) ومونرو جاكسون راثبون الرابع، ولديه ثلاث شقيقات بما في ذلك الفنان السيراميك كيلي راثبون. كان جده الأكبر، مونرو جاكسون راثبون الثاني، رئيسًا لشركة ستاندرد أويل في نيوجيرسي، التي أصبحت فيما بعد إكسون ؛ يرتبط راثبون ارتباطًا وثيقًا بجنرال الحرب الأهلية ستونويل جاكسون والممثل البريطاني باسيل راثبون. بسبب عمل والده في شركة Mobil Oil ، عاش راثبون في أماكن تتراوح من إندونيسيا إلى ميدلاند، تكساس. التحق بمدرسة ترينيتي في ميدلاند ، وهي مدرسة إعدادية بالكلية، وبدأ في المسرح المحلي في ميدلاند مع برنامج ممثلي الشباب «ذا بيكويك بلايرز» ، حيث قام في البداية بالمسرح الموسيقي. التحق راثبون في سنواته الإعدادية والثانوية في أكاديمية Interlochen للفنون، وهي مدرسة خاصة للفنون في ميشيغان، حيث تخصص في التمثيل. بعد التخرج، كان يخطط للذهاب إلى الأكاديمية الملكية الاسكتلندية للموسيقى والدراما، لكنه ذهب بدلاً من ذلك إلى لوس أنجلوس لتجربة التمثيل السينمائي.

## حياته الشخصية

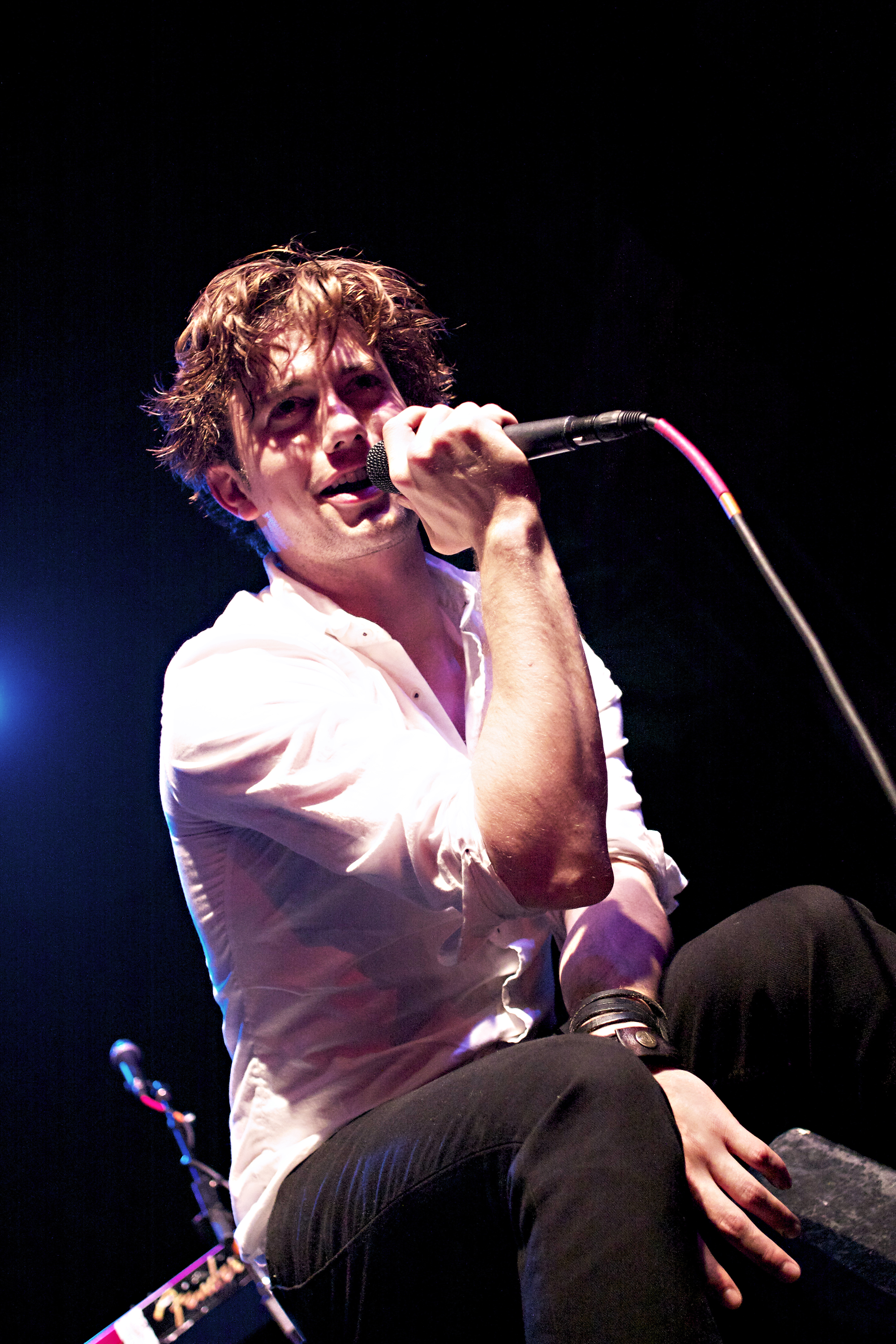
جاكسون راثبون مع فرقة 100 Monkeys في حفلة إنديانا بوليس 2011.

تتمتع راثبون بالموسيقى والكتابة والغناء والإنتاج. سبق له أن عزف في فرقة تدعى 100 Monkeys مع اثنين من الأصدقاء التقاهما في مدرسة ثانوية في أكاديمية إنترلوشين للفنون وبن غراوبنر وبن جونسون، بالإضافة إلى أصدقاء مقربين له جراد أندرسون وم. لورانس أبرامز («العم لاري»). أصدرت الفرقة ثلاثة ألبومات في عام 2009. في ديسمبر 2009 ، بدأ 100 Monkeys جولة في 100 مدينة في كل ولاية تقريبًا في الولايات المتحدة بحلول منتصف عام 2010. واصلت الفرقة جولتها في عام 2011 لتتزامن مع إصدار ألبومها الجديد، Liquid Zoo ، والذي تم إصداره في يونيو. توجهت الفرقة إلى الخارج لأول موعد دولي لها في شتاء 2011.

## في التمثيل
| Year | Title                                     | Role               | Notes           |
| ---- | ----------------------------------------- | ------------------ | --------------- |
| 2005 | River's End                               | Jimmy              |                 |
| 2006 | Pray for Morning                          | Connor             |                 |
| 2007 | Big Stan                                  | Robbie the Hippie  |                 |
| 2008 | Senior Skip Day                           | Snippy             | Direct to video |
| 2008 | Twilight                                  | Jasper Hale        |                 |
| 2009 | S. Darko                                  | Jeremy Frame       | Direct to video |
| 2009 | Dread                                     | Stephen Grace      |                 |
| 2009 | Hurt                                      | Conrad Coltrane    |                 |
| 2009 | The Twilight Saga: New Moon               | Jasper Hale        |                 |
| 2010 | The Twilight Saga: Eclipse                | Jasper Hale        |                 |
| 2010 | The Last Airbender                        | Sokka              |                 |
| 2010 | Girlfriend                                | Russ               |                 |
| 2010 | Young Again                               | Adult Ethan        | Short film      |
| 2011 | 100 Monkeys: Modern Time                  | Red                | Short film      |
| 2011 | The Twilight Saga: Breaking Dawn - Part 1 | Jasper Hale        |                 |
| 2012 | Zombie Hamlet                             | Shakespeare Purist | Uncredited      |
| 2012 | Cowgirls n' Angels                        | Justin Wood        | Direct to video |
| 2012 | The Twilight Saga: Breaking Dawn – Part 2 | Jasper Hale        |                 |
| 2013 | The Magic Bracelet                        | Geoff              | Short film      |
| 2013 | Live at the Foxes Den                     | Bobby Kelly        |                 |
| 2014 | City of Dead Men                          | Jacob              |                 |
| 2015 | Pali Road                                 | Neil Lang          |                 |
| 2016 | 100 Monkeys: The Fair                     | Musician           | Short film      |
| 2016 | My Husband's Wife                         | Kyle               |                 |
| 2017 | Horseshoe Theory                          | Bobbo              |                 |
| 2017 | Justice                                   | Thomas McCord      |                 |
| 2018 | Samson                                    | Rallah             |                 |
| TBA  | Until We Meet Again                       | Eddie Conway       |                 |

## روابط خارجية
- جاكسون راثبون على موقع IMDb (الإنجليزية)
- جاكسون راثبون على موقع ألو سيني (الفرنسية)
- جاكسون راثبون على موقع أول موفي (الإنجليزية)
- جاكسون راثبون على موقع بوكس أوفيس موجو (الإنجليزية)
- جاكسون راثبون على موقع قاعدة بيانات الأفلام السويدية (السويدية)
- جاكسون راثبون على موقع إن إن دي بي (الإنجليزية)
- جاكسون راثبون على موقع ديسكوغز (الإنجليزية)
- جاكسون راثبون على موقع قاعدة بيانات الفيلم (الإنجليزية)
- جاكسون راثبون على موقع كينوبويسك (الروسية)